# Пам'ятник Вірі Холодній (Одеса)
Пам'ятник Вірі Холодній в Одесі — бронзова скульптура, присвячена Вірі Холодній, українській акторці німого кіно; була встановлена на вул. Преображенській біля Спасо-Преображенського собору.

## Вигляд
Монументальна композиція являє собою бронзову фігуру Віри Холодної в людський зріст, що стоїть на високому постаменті у вигляді сцени.

## Історія

### Встановлення
2 вересня 2003 року на день міста в Одесі було пам'ятник Вірі Холодній. На відкритті пам'ятника була присутня внучка сестри акторки — Людмила Іванівна Соколова. Пам'ятник створено одеським скульптором Олександр Токарєвим, автором ряду скульптур Одеси. Бронзову Віру Холодну відливали в київському спеціалізованому творчому об'єднанні «Художник».

### Подальша історія
Спочатку біля ніг актОРКи лежав букет бронзових кольорів. Вандали неодноразово знищували цю деталь композиції, кілька разів зниклі бронзові квіти замінялися новими, але ті знову зникали.
Пам'ятник встановлено на місці смерті акторки: тут знаходився знесений у наступні роки флігель будинку Папудова, в ньому акторка жила перед самою смертю і померла.